# Marna Nouă
Marna Nouă – wieś w Rumunii, w okręgu Satu Mare, w gminie Sanislău. W 2011 roku liczyła 307 mieszkańców. 